# حرف‌های صد من، یه غاز
حرف‌های صدمن‌یه‌غاز (انگلیسی: Sweet Nothing) یک فیلم درام آمریکایی به کارگردانی گری وینیک است که در سال ۱۹۹۵ منتشر شد. از بازیگران آن می‌توان به مایکل امپریولی اشاره کرد.